# Глостер Сити (Њу Џерзи)
Глостер Сити (енгл. Gloucester City) град је у америчкој савезној држави Њу Џерзи. По попису становништва из 2010. у њему је живело 11.456 становника.

## Демографија
Према попису становништва из 2010. у граду је живело 11.456 становника, што је 28 (0,2%) становника мање него 2000. године.
| Група             | 2000.          | 2010.         |
| Белци             | 11.026 (96,0%) | 9.896 (86,4%) |
| Афроамериканци    | 79 (0,7%)      | 352 (3,1%)    |
| Азијати           | 78 (0,7%)      | 307 (2,7%)    |
| Хиспаноамериканци | 216 (1,9%)     | 767 (6,7%)    |
| Укупно            | 11.484         | 11.456        |